# Klaus Werner-Lobo
Klaus Werner-Lobo (Salisburgo, 1967) è un giornalista e politico austriaco.

## Biografia
Ha lavorato al servizio stampa dell'Istituto di Ecologia di Vienna e ha scritto per diversi giornali e riviste. Da sempre impegnato nell'approfondimento dei temi legati allo sfruttamento iniquo delle risorse terrestri, alla globalizzazione, ai diritti umani, ha pubblicato diversi reportage, tra i quali Il libro che le multinazionali non ti farebbero mai leggere (2007), Il libro nero del petrolio (con Thomas Seifert) e I crimini delle multinazionali (con Hans Weiss), pubblicati tutti e tre da Newton Compton, in Italia.